# Buchackern

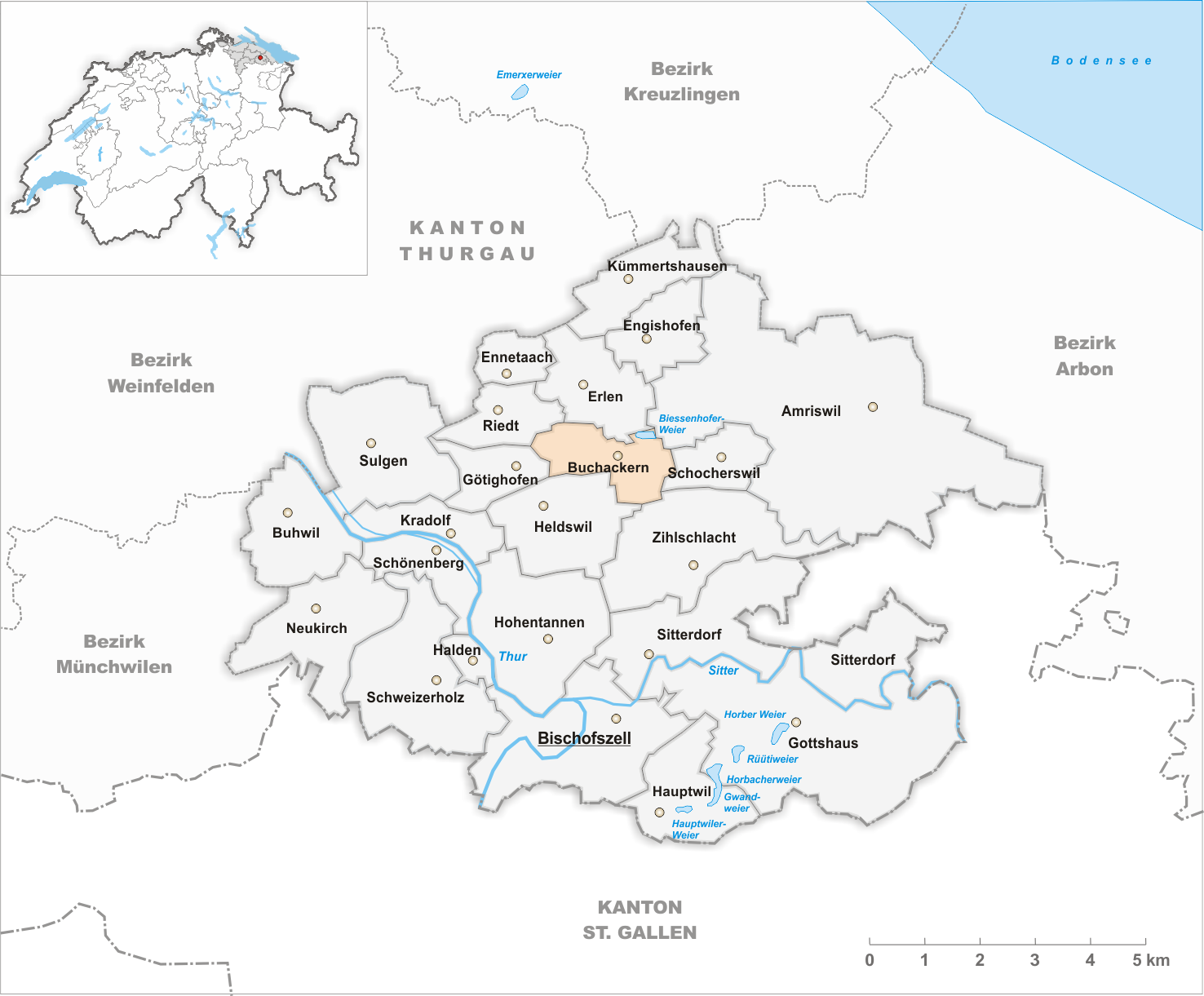
Gemeindestand vor der Fusion im Jahr 1995

Buchackern, schweizerdeutsch Buuaggere, ist eine Ortschaft in der Gemeinde Erlen, Bezirk Weinfelden im Schweizer Kanton Thurgau. Von 1803 bis 1994 gehörte die Ortsgemeinde Buchackern zur damaligen Munizipalgemeinde Erlen.  Am 1. Januar 1995 wurde die vormalige Ortsgemeinde in die Gemeinde Erlen eingemeindet.
Das Bauerndorf Buchackern liegt abseits der Verkehrswege auf dem Höhenzug südlich des Aachtals.

## Geschichte
1303 Ersterwähnung als Buchaker. Vom Mittelalter bis 1798 gehörte der grösste Teil von Buchackern zum Niedergericht Heldswil, das als Teil der Herrschaft Bürglen ab 1579 der Stadt St. Gallen unterstand. Um 1440 ist eine – ebenfalls bürglische – Freivogtei Buchackern belegt; einzelne Häuser zählten zur bischöflichen-konstanzischen Herrschaft Oberaach. Ursprünglich gehörte Buchackern zur Pfarrei Sulgen. Seit dem Bau der reformierten Kirche Erlen 1764 besuchen die überwiegend reformierten Einwohner Buchackerns den Gottesdienst in Erlen, das sich im 18./19. Jahrhundert schrittweise und 1992 definitiv aus dem Filialverhältnis zu Sulgen löste.
Im 19. Jahrhundert wurden Getreide-, Obst- und Rebbau sowie eine Kattunweberei betrieben. Um 1900 kamen eine Stickerei und eine Käserei hinzu. Im 20. Jahrhundert dominieren noch immer Milchwirtschaft, Viehzucht und intensiver Obstbau. 1990 arbeiteten 66 % der Erwerbstätigen im ersten Wirtschaftssektor, 61 % waren Wegpendler.

## Bevölkerung
| Bevölkerungsentwicklung Buchackern | Bevölkerungsentwicklung Buchackern | Bevölkerungsentwicklung Buchackern | Bevölkerungsentwicklung Buchackern | Bevölkerungsentwicklung Buchackern | Bevölkerungsentwicklung Buchackern | Bevölkerungsentwicklung Buchackern | Bevölkerungsentwicklung Buchackern |       |
| ---------------------------------- | ---------------------------------- | ---------------------------------- | ---------------------------------- | ---------------------------------- | ---------------------------------- | ---------------------------------- | ---------------------------------- | ----- |
| Jahr                               | 1850                               | 1900                               | 1950                               | 1990                               | 2000                               | 2010                               | 2018                               | 2023  |
| Ortsgemeinde                       | 143                                | 165                                | 154                                | 146                                |                                    |                                    |                                    |       |
| Ortschaft                          |                                    |                                    |                                    |                                    | 147                                | 134                                | 176                                | 179   |
| Quelle                             | [ 4 ]                              | [ 4 ]                              | [ 4 ]                              | [ 4 ]                              | [ 5 ]                              | [ 6 ]                              | [ 2 ]                              | [ 7 ] |

Von den insgesamt 179 Einwohnern der Ortschaft Buchackern am 31. Dezember 2023 waren 15 bzw. 8,4 % ausländische Staatsbürger. 65 (36,3 %) waren evangelisch-reformiert und 39 (21,8 %) römisch-katholisch.

## Sehenswürdigkeiten
Das Bauernhaus an der Eppishauserstrasse 8 ist in der Liste der Kulturgüter in Erlen aufgeführt.

## Bilder

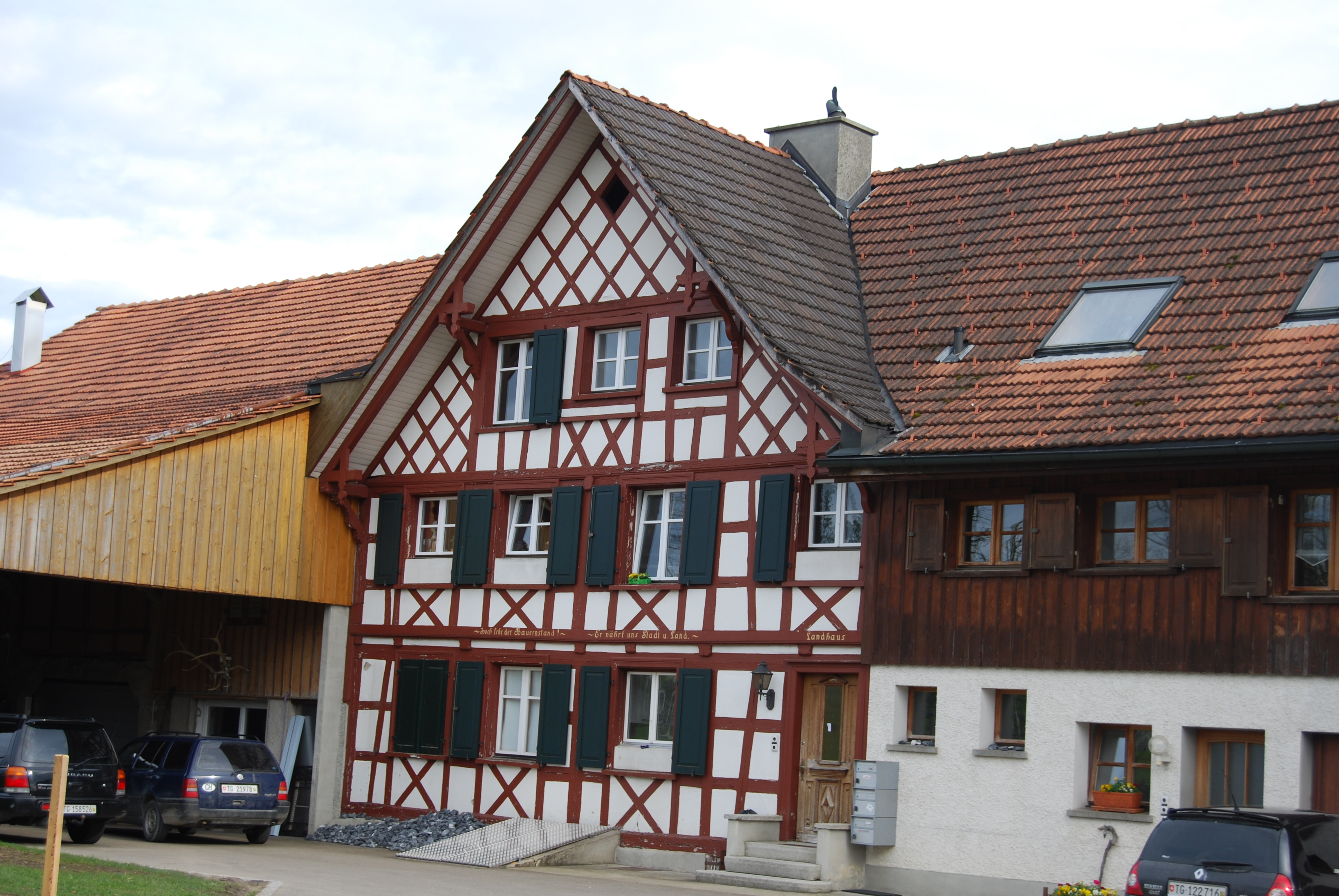
Fachwerkhaus
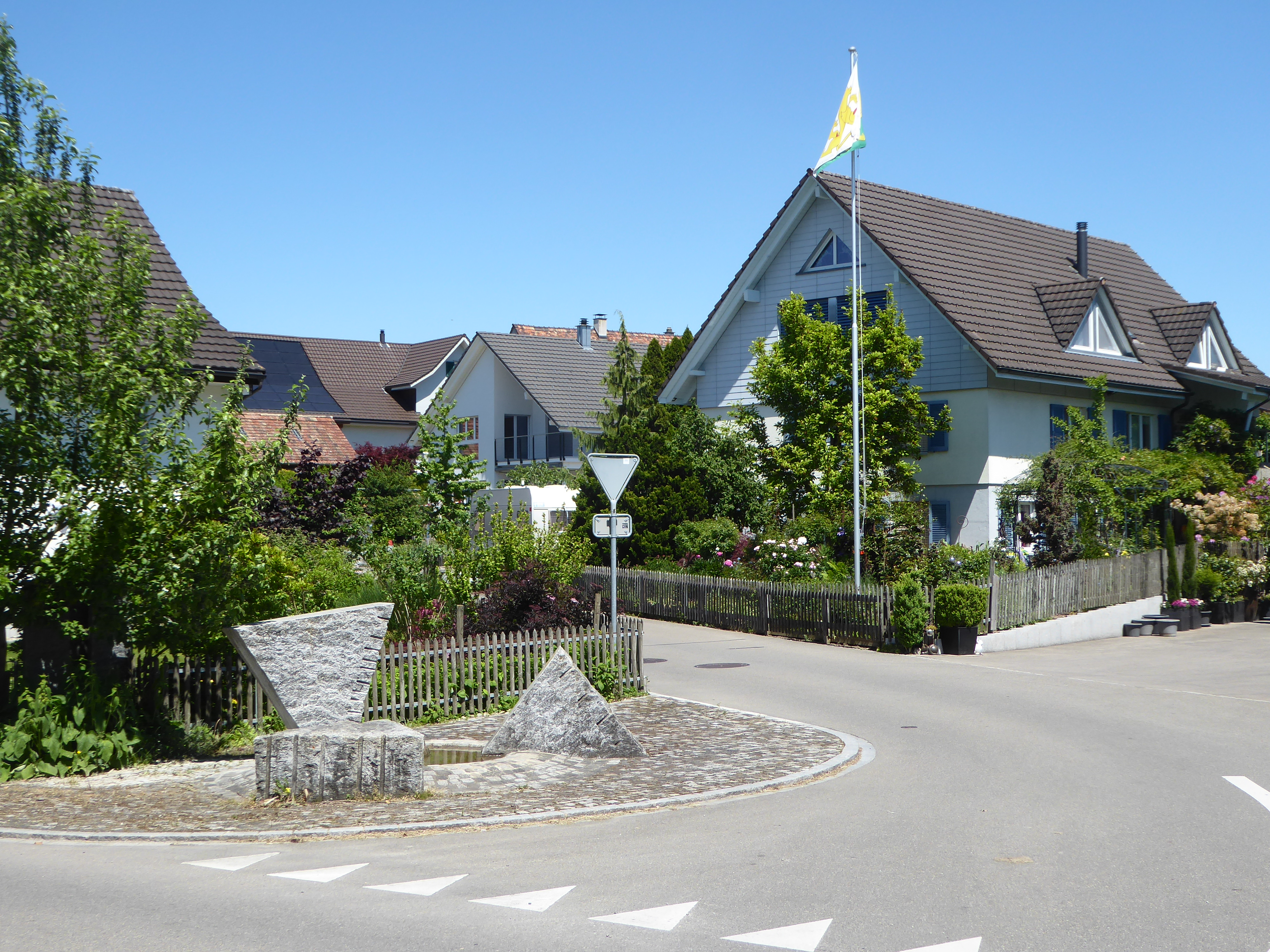
Dorfbrunnen
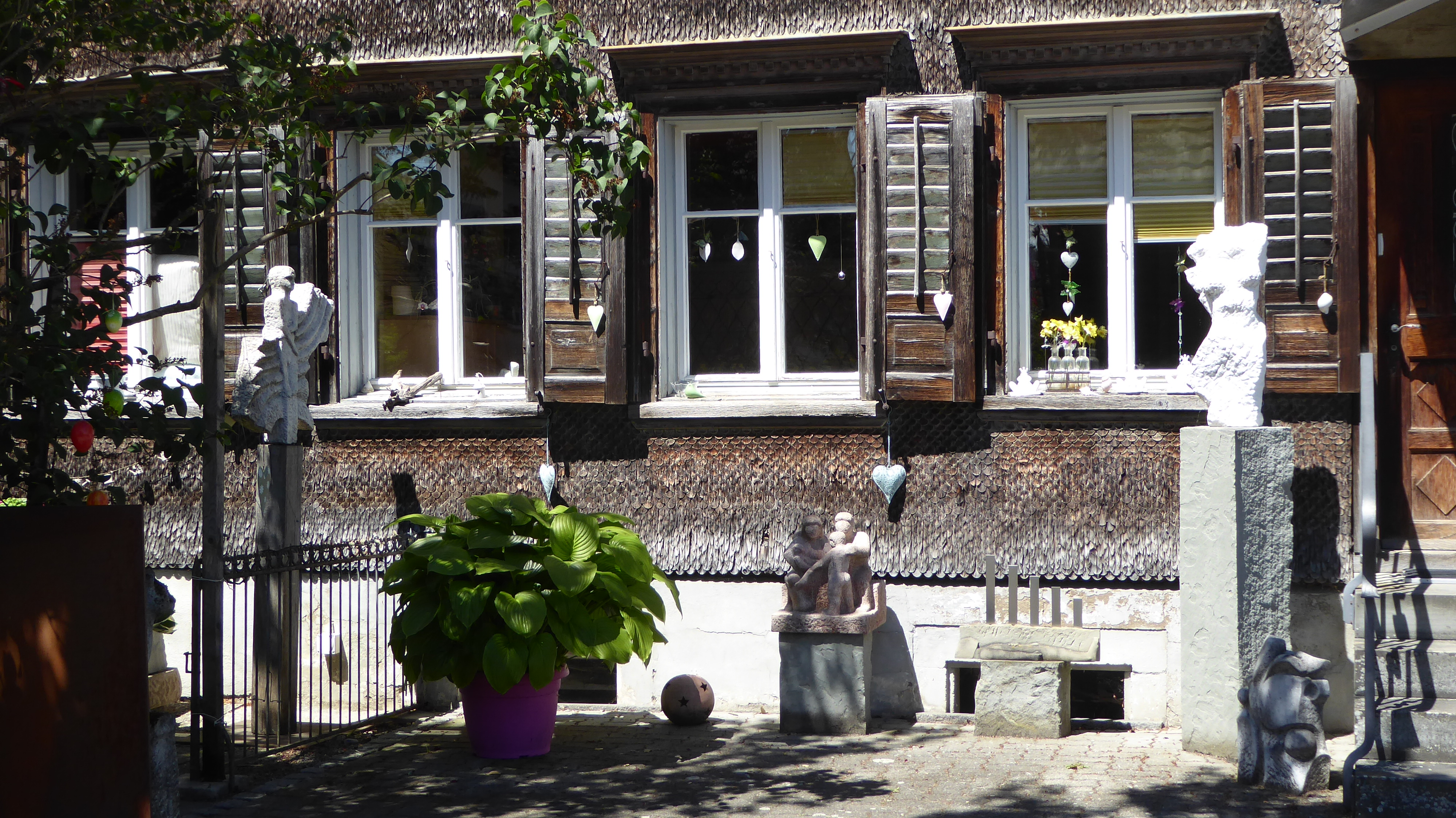
Eppishauserstrasse 1